# Taquet haut (diacritique)
Cette page contient des caractères spéciaux ou non latins. S’ils s’affichent mal (▯, ?, etc.), consultez la page d’aide Unicode.
Le taquet haut est un signe diacritique utilisé dans l’alphabet phonétique international pour indiquer qu’une voyelle est moins ouverte ou qu’une consonne est montée. Il peut être à la droite du symbole de la voyelle ou consonne ou souscrit à celle-ci.
Le caractère Unicode de ◌̟  est 031D. Le caractère Unicode de ◌᫈ est 1DF5. Le caractère Unicode de ◌˔ est 02D4.